# Ali al-Sistani
ʿAlī al-Husaynī al-Sīstānī (in arabo السيد علي الحسيني السيستاني‎?, al-Sayyid ʿAlī al-Husaynī al-Sīstānī, persiano سید علی حسینی سیستانی, Sayyed ʿAli Hoseyni Sistāni) (Mashhad, 4 agosto 1930) è un religioso iraniano naturalizzato iracheno, attuale maggior ayatollah, guida spirituale e politica dell'Iraq. Dirige la ḥawza di Najaf, essendo succeduto al Grande Ayatollah iracheno Abū l-Qāsim al-Khūʾī.
ʿAlī al-Sīstānī è nato in Iran, ma risiede in Iraq, nella Città Santa sciita di Najaf dal 1951.
È Grande Ayatollah e  marjaʿ al-taqlīd. È il massimo esponente religioso sciita duodecimano in Iraq e nel mondo. Come tale, ha svolto sempre un importante ruolo politico nelle vicende dell'Iraq, proponendosi come il principale punto di grande moderazione e ragionevolezza tra gli opposti schieramenti costituiti delle truppe di occupazione statunitensi in Iraq (alle quali egli rifiuta peraltro di rivolgersi direttamente, utilizzando vari suoi rappresentanti in tutto l'Iraq e il Vicino Oriente per diffondere le sue dichiarazioni e le sue disposizioni) e dai loro alleati sunniti e sciiti e le organizzazioni più radicali sciite in quel Paese, ivi compresa quella di Muqtada al-Sadr.

## Biografia

### Gioventù
Sistāni è nato a Mashhad (Iran), da una famiglia di religiosi originaria di Isfahan. Suo nonno, del quale riprende il nome, era un noto studioso formatosi a Najaf. Durante il periodo safavide, il suo patrigno Sayyid Mohammad, fu nominato "Shaykh al-Islām" (autorità guida dell'Islam) dallo scià Hoseyn.